# Viadana granulosa
Viadana granulosa är en insektsart som först beskrevs av Brunner von Wattenwyl 1891.  Viadana granulosa ingår i släktet Viadana och familjen vårtbitare. Inga underarter finns listade i Catalogue of Life.